# Bureau d'assurance du Canada
Pour les articles homonymes, voir BAC.
Le Bureau d'assurance du Canada (BAC) est l'association sectorielle nationale qui représente les sociétés privées d’assurance habitation, automobile et entreprise du Canada. 
Il a été fondé en 1964. Le siège est à Toronto ; il existe des antennes à Montréal, Halifax, Calgary et Vancouver.
Lors de l'accident ferroviaire de Lac-Mégantic en 2013, il y ouvre un bureau mobile temporaire pour aider les sinistrés.